# Gelījerd
Gelījerd (persiska: گِليگِرد, جيلكِرد, گُلی جِرد, گُل گِرد, Gelīgerd, گلیجرد) är en ort i Iran.   Den ligger i provinsen Lorestan, i den centrala delen av landet, 280 km sydväst om huvudstaden Teheran. Gelījerd ligger 1 964 meter över havet och antalet invånare är 613.
Terrängen runt Gelījerd är platt åt nordväst, men åt sydost är den kuperad.Runt Gelījerd är det ganska glesbefolkat, med 48 invånare per kvadratkilometer. Närmaste större samhälle är Khvomeh-ye Pā'īn, 18,1 km söder om Gelījerd. Trakten runt Gelījerd består i huvudsak av gräsmarker.